# St. Laurentius (Ramspau)

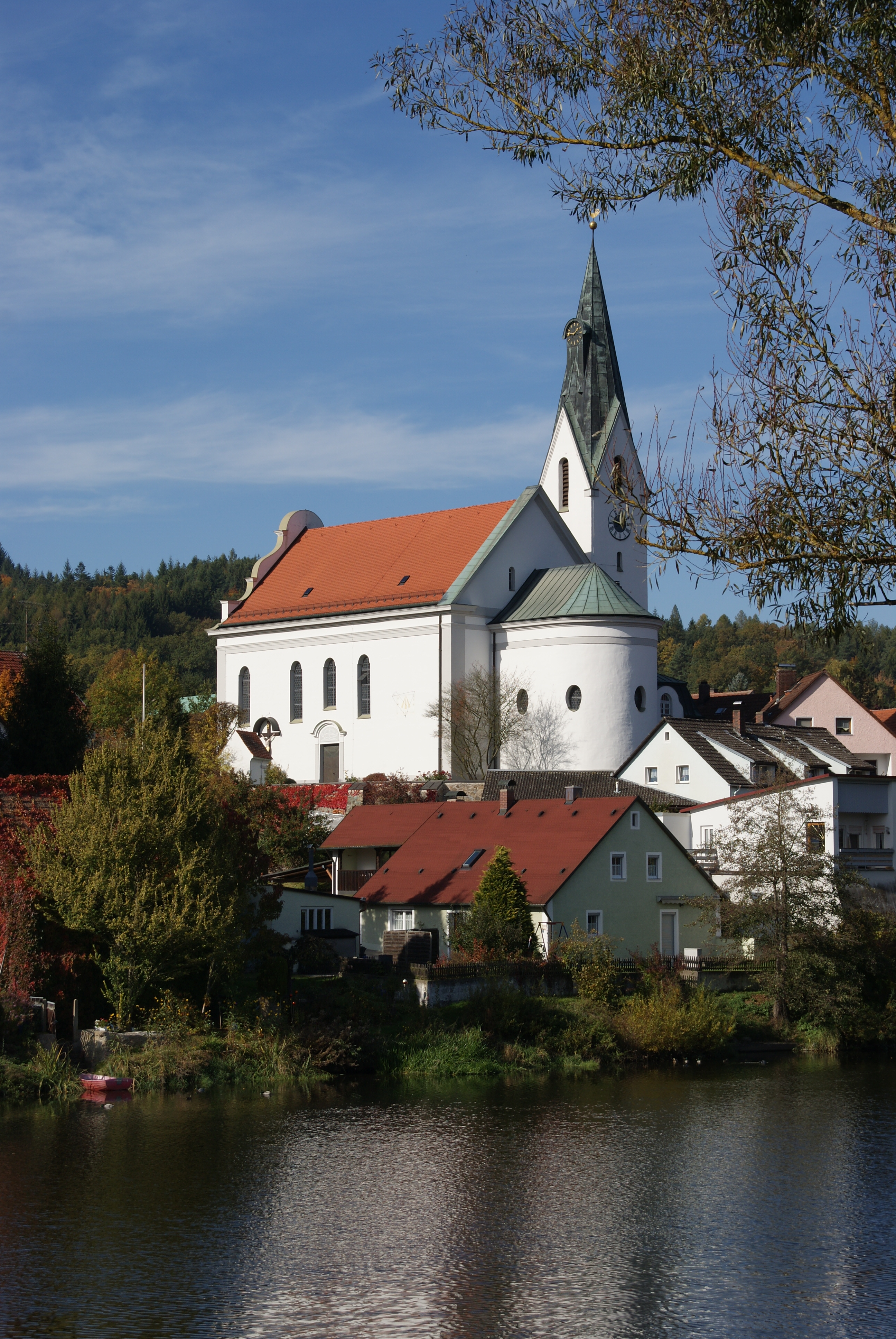
St. Laurentius (Ramspau)

Die römisch-katholische, denkmalgeschützte Pfarrkirche St. Laurentius steht in Ramspau, einem Gemeindeteil des Marktes Regenstauf im Landkreis Regensburg der Oberpfalz. Sie ist dem Bistum Regensburg zugeordnet. Das Bauwerk ist unter der Denkmalnummer D-3-75-190-52 als Baudenkmal in die Bayerische Denkmalliste eingetragen.

## Beschreibung
Die Saalkirche wurde 1903/04 nach einem Entwurf von Heinrich Hauberrisser errichtet. Sie besteht aus einem Langhaus, das mit einem Satteldach bedeckt ist, einem eingezogenen, halbrund geschlossenen Chor im Osten und einem Chorflankenturm an dessen Nordwand, der vom spätgotischen Vorgängerbau erhalten geblieben ist und mit einem spitzen Helm bedeckt ist. Die Fassade im Westen ist mit einem Schweifgiebel bedeckt. Die Kirchenausstattung entstand 1904–08 in Formen des Empire und des Neoklassizismus. Aus dem Vorgängerbau wurden ein Kruzifix und die Statuen des Josef von Nazaret, des Rochus und des Sebastian übernommen.